# 宮下一清

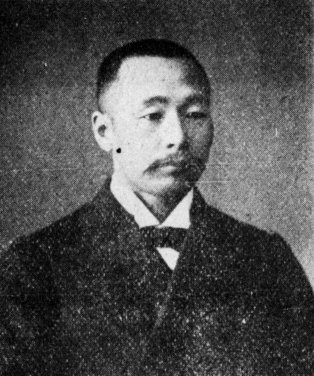
宮下一清

宮下 一清（みやした いっせい、文久3年10月4日〈1863年11月14日〉 - 1945年〈昭和20年〉2月18日）は、明治から昭和初期にかけて活動した日本の弁護士、政治家である。政界では長野県会議員・長野市会議員や衆議院議員（当選1回）を歴任し、他に実業界で長野新聞初代社長を務めた。

## 経歴
文久3年10月4日（新暦：1863年11月14日）、信濃国更級郡今里村（現在の長野県長野市）に生まれる。村の小学校を卒業したのち高井鴻山の高矣義塾で漢学を修める。1881年（明治14年）には長野県師範学校に入学するも年内に退学し、翌年より明治法律学校（明治大学の前身）法律学科に入学、1884年（明治17年）に卒業した。その後さらに1年間東京仏語学校に学び、1885年（明治18年）6月に弁護士試験に合格した。1887年（明治20年）には判事登用試験に合格し判事に任ぜられたが任命を固辞している。1888年（明治21年）1月、宮下定太郎ら当地の明治法律学校の交友代言人と共に信濃法律協会を創立した。
弁護士業に従事する傍ら政界・実業界にも進出した。まず1891年（明治24年）7月に実施された長野県会議員選挙に郷里更級郡より立候補し当選、県会議員に就任した。1893年（明治26年）7月の半数改選で再選され、参事会員に選出される。1897年（明治30年）7月の改選でも再選され引き続き参事会員を務めた。翌1898年（明治31年）4月、臨時県会で議長（第11代）に選出された。実業界では同年長野電灯の監査役に就く。同社は小坂善之助・前島元助らを発起人として1897年に設立された長野市所在の電力会社である。
1899年（明治32年）、小坂善之助の「信濃毎日新聞」に対抗すべく小出八郎右衛門・飯島正治らが「長野新聞」を立ち上げると初代社長に推された。同年9月の県会議員総改選には憲政会から出て再選され、10月の市会で議長にも再任される。議長は以後1902年（明治35年）10月まで在職している。この間の1900年（明治33年）12月、立憲政友会北信支部の発足にともない初代幹事の一人となる。1902年8月10日に実施された第7回衆議院議員総選挙ではその立憲政友会の候補者として長野県郡部選挙区から出馬し、小坂善之助に次ぐ第2位の得票を得て当選、衆議院議員となった。ただし翌1903年（明治36年）3月の第8回総選挙には出馬しておらず、衆議院在職期間は短い。
実業界では1902年初頭時点で長野新聞の取締役（社長は小出八郎右衛門に交代済み）と長野電灯監査役に在職中であったが、第7回総選挙前後の1902年6月に長野新聞取締役を、同年8月に長野電灯監査役をそれぞれ辞任した。1903年9月の長野県会議員選挙には立候補しなかったが、1909年（明治42年）6月の長野市会議員選挙に出馬し当選。さらに1912年（明治45年）6月の改選でも再選された。
政界引退後は長野市にて本業の弁護士業に専念した。1945年（昭和20年）2月18日に死去。81歳没。